# La montaña sagrada
La montaña sagrada (em inglês:  The Holy Mountain ou The Sacred Mountain; bra: A Montanha Sagrada) é um filme méxico-estadunidense de 1973, dos gêneros drama surreal-fantástico, escrito e dirigido por Alejandro Jodorowsky, que também colaborou como ator, compositor, cenografista e figurinista.
O filme foi produzido pelo empresário dos Beatles na época, Allen Klein, que trabalhava na ABKCO Music and Records quando Jodorowsky dirigiu El topo, aclamado tanto por George Harrison quanto por John Lennon.[carece de fontes?]
O filme foi exibido em vários festivais internacionais de filmes em 1973, incluindo Cannes, e algumas exibições limitadas em Nova York e San Francisco.